# Candy Land
 (janvier 2025).
Pour plus de détails, voir Fiche technique et Distribution.
Candy Land est un film d'horreur américain réalisé par John Swab (en) sorti en 2023.

## Synopsis
Une jeune femme naïve trouve sa voie dans le monde clandestin des travailleurs du sexe des relais routiers.

## Fiche technique
- Titre original : Candy Land
- Scénario et réalisation : John Swab (en)
- Musique : David Sardy
- Photographie : Will Stone
- Montage : Andrew Aaronson et John David Allen
- Production : Robert Ogden Barnum, Nicole Flores, Michael Reiser et Jeremy M. Rosen
- Sociétés de production : Roxwell Films
- Pays de production :  États-Unis
- Genres : horreur, thriller
- Durée : 92 minutes
- Dates de sortie :
  - États-Unis : 6 janvier  2023

## Distribution
- Olivia Luccardi : Remy
- Sam Quartin : Sadie
- Eden Brolin : Riley
- Owen Campbell : Levi
- William Baldwin : Sheriff Rex

## Production
Initialemnt prévu pour 2022, Candy Land sort finalement le 6 janvier 2023.